# Funkcja Möbiusa

Wykres wartości funkcji Möbiusa dla

Funkcja Möbiusa, funkcja {\displaystyle \mu } – funkcja arytmetyczna określona przez Augusta Ferdynanda Möbiusa w 1831 roku i zdefiniowana w następujący sposób:
- {\displaystyle \mu (1)=1,}
- {\displaystyle \mu (n)=0,} jeśli liczba {\displaystyle n} jest podzielna przez kwadrat liczby pierwszej (jest kwadratowa),
- {\displaystyle \mu (n)=(-1)^{k},} jeśli liczba {\displaystyle n} jest iloczynem {\displaystyle k} parami różnych liczb pierwszych (jest bezkwadratowa).

Funkcja {\displaystyle \mu } wykorzystywana jest często w elementarniej i analitycznej teorii liczb. Występuje w twierdzeniu Möbiusa o odwracaniu.

## Wartości
Wartości funkcji Möbiusa dla małych {\displaystyle n} (ciąg A008683 w OEIS):
| {\displaystyle n}       | {\displaystyle 1} | {\displaystyle 2}  | {\displaystyle 3}  | {\displaystyle 4} | {\displaystyle 5}  | {\displaystyle 6} | {\displaystyle 7}  | {\displaystyle 8} | {\displaystyle 9} | {\displaystyle 10} | {\displaystyle 11} | {\displaystyle 12} | {\displaystyle 13} | {\displaystyle 14} | {\displaystyle 15} | {\displaystyle 16} | {\displaystyle 17} | {\displaystyle 18} | {\displaystyle 19} | {\displaystyle 20} |
| {\displaystyle \mu (n)} | {\displaystyle 1} | {\displaystyle -1} | {\displaystyle -1} | {\displaystyle 0} | {\displaystyle -1} | {\displaystyle 1} | {\displaystyle -1} | {\displaystyle 0} | {\displaystyle 0} | {\displaystyle 1}  | {\displaystyle -1} | {\displaystyle 0}  | {\displaystyle -1} | {\displaystyle 1}  | {\displaystyle 1}  | {\displaystyle 0}  | {\displaystyle -1} | {\displaystyle 0}  | {\displaystyle -1} | {\displaystyle 0}  |

Oto sekwencje liczb odpowiadające konkretnym wartościom funkcji Möbiusa:
| {\displaystyle \mu (n)=-1} (A030059 w OEIS) | 2, 3, 5, 7, 11, 13, 17, 19, 23, 29, 30, 31,...  |
| {\displaystyle \mu (n)=0} (A013929 w OEIS)  | 4, 8, 9, 12, 16, 18, 20, 24, 25, 27, 28, 32,... |
| {\displaystyle \mu (n)=1} (A030229 w OEIS)  | 1, 6, 10, 14, 15, 21, 22, 26, 33, 34, 35,...    |

## Własności
Funkcja Möbiusa jest funkcją multiplikatywną, co oznacza, że
{\displaystyle \mu (a)\cdot \mu (b)=\mu (ab),}
jeśli {\displaystyle a} i {\displaystyle b} są liczbami względnie pierwszymi. Nie jest jednak funkcją całkowicie multiplikatywną.
Dla dowolnej liczby całkowitej {\displaystyle n} zachodzi
{\displaystyle \sum _{d|n}\mu (d)={\begin{cases}1&{\text{ gdy }}n=1\\0&{\text{ gdy }}n>1,\end{cases}}}
gdzie {\textstyle \sum _{d|n}} oznacza sumę po wszystkich dodatnich dzielnikach liczby {\displaystyle n.} Fakt ten wykorzystywany jest chociażby w konstrukcji sita Selberga.

### Funkcja zeta Riemanna
Funkcja Möbiusa spełnia równości opisujące funkcję zeta Riemanna na półpłaszczyźnie zespolonej. Dla każdej liczby zespolonej {\displaystyle s} o części rzeczywistej {\displaystyle \Re (s)>1} zachodzi równość
{\displaystyle {\frac {1}{\zeta (s)}}=\sum _{n=1}^{\infty }{\frac {\mu (n)}{n^{s}}}.}
Można ją wywnioskować z iloczynu Eulera funkcji zeta,
{\displaystyle \zeta (s)=\prod _{p}\left(1-{\frac {1}{p^{s}}}\right)^{-1}}
zbieżnego na tej półpłaszczyźnie.
Ponadto
{\displaystyle \sum _{n=1}^{\infty }{\frac {\mu (n)^{2}}{n^{s}}}={\frac {\zeta (s)}{\zeta (2s)}}.}

### Szeregi
Funkcja {\displaystyle \mu } występuje w następujących szeregach zbieżnych:
- {\displaystyle \sum _{n=1}^{\infty }{\frac {\mu (n)}{n}}=0,} co jest równoważne z twierdzeniem o liczbach pierwszych[2],
- {\displaystyle \sum _{n=1}^{\infty }{\frac {\mu (n)\log n}{n}}=-1,} gdzie {\displaystyle \log } to logarytm naturalny,
- {\displaystyle \sum _{n=1}^{\infty }{\frac {\mu (n)(\log n)^{2}}{n}}=-2\gamma ,} gdzie {\displaystyle \gamma } jest stałą Eulera-Masheroniego.

Szeregiem Lamberta funkcji Möbiusa jest szereg
{\displaystyle \sum _{n=1}^{\infty }{\frac {\mu (n)q^{n}}{1-q^{n}}}=q,}
który jest zbieżny dla {\displaystyle |q|<1.} Dodatkowo, dla dowolnej liczby pierwszej {\displaystyle p\geqslant 2} zachodzi
{\displaystyle \sum _{n=1}^{\infty }{\frac {\mu (pn)q^{n}}{q^{n}-1}}=\sum _{n=1}^{\infty }q^{p^{n}}}
również dla {\displaystyle |q|<1.}

### Związek z funkcjami trygonometrycznymi
Spójrzmy na ciąg ułamków
{\displaystyle {\frac {1}{42}},\qquad {\frac {2}{42}},\qquad {\frac {3}{42}},\qquad \dots ,\qquad {\frac {39}{42}},\qquad {\frac {40}{42}},\qquad {\frac {41}{42}}.}
Wybierzmy z niego tylko ułamki, których NWD licznika i mianownika jest równe 1:
{\displaystyle {\frac {1}{42}},\qquad {\frac {5}{42}},\qquad {\frac {11}{42}},\qquad \dots ,\qquad {\frac {31}{42}},\qquad {\frac {37}{42}},\qquad {\frac {41}{42}}.}
Utwórzmy sumę:
{\displaystyle \cos \left(2\pi \cdot {\frac {1}{42}}\right)+\cos \left(2\pi \cdot {\frac {5}{42}}\right)+\ldots +\cos \left(2\pi \cdot {\frac {37}{42}}\right)+\cos \left(2\pi \cdot {\frac {41}{42}}\right).}
Jej wartość jest równa −1. Wynika to z faktu, że 42 ma nieparzystą liczbę dzielników pierwszych i jest liczbą bezkwadratową: 42 = 2 × 3 × 7. (Jeżeli liczba bezkwadratowa miałaby parzystą liczbę dzielników pierwszych wówczas suma równałaby się 1; jeżeli liczba byłaby podzielna przez kwadrat liczby całkowitej wówczas suma wynosiłaby 0; suma jest równa wartości funkcji Möbiusa dla 42.) Ogólnie
{\displaystyle \sum _{1\leqslant x<n,\operatorname {NWD} (x,n)=1}\cos \left(2\pi \cdot {\frac {x}{n}}\right)=\mu (n).}

## Funkcja Mertensa
W teorii liczb inną funkcją zdefiniowaną przy pomocy funkcji Möbiusa, mającą duże znaczenie jest funkcja Mertensa
{\displaystyle M(x)=\sum _{n\leqslant x}\mu (n).}
Zależność {\displaystyle M(x)=o(x)} jest równoważna z twierdzeniem o liczbach pierwszych, a {\textstyle M(x)=O\left(x^{{\frac {1}{2}}+\epsilon }\right)} – z hipotezą Riemanna.